# Broomfield (Essex)
Broomfield is een civil parish in het bestuurlijke gebied Chelmsford, in het Engelse graafschap Essex.